# Zhuanxu
Zhuanxu (cinese tradizionale: 顓頊; cinese semplificato: 颛顼; pinyin: Zhuānxū, conosciuto anche come Gaoyang (cinese tradizionale: 高陽; cinese semplificato: 高阳; pinyin: Gāoyáng); fl. XXVI-XXV secolo a.C.) è un leggendario monarca dell'antica Cina.
È il nipote dell'Imperatore giallo Huang Di e avrebbe governato circa 2 500 anni avanti Cristo. Condusse i membri del clan Shi in una migrazione ad ovest verso l'attuale Shandong, dove si unirono al clan Dongyi e accrebbero la loro influenza tribale attraverso i matrimoni misti. A vent'anni divenne il loro sovrano, morendo dopo 78 anni di regno.
Contribuì a realizzare un calendario unificato, si occupò di astrologia, introdusse riforme religiose contro lo sciamanesimo, sostenne il patriarcato in opposizione al precedente sistema matriarcale e proibì il matrimonio tra membri della stessa famiglia.
Zhuanxu è ritenuto da alcuni uno dei Cinque Imperatori dell'antica Cina.